# Esmat Dowlatshahi
Esmat Dowlatshahi (in persiano عصمت‌الملوک دولتشاهی‎; Teheran, 1905 – Teheran, 25 luglio 1995) è stata una nobildonna persiana della dinastia Qajar, consorte secondaria di Reza Shah Pahlavi, penultimo Shah di Persia.

## Biografia
Esmat Dowlatshahi nacque nel 1905 a Teheran, nell'allora Sublime Stato della Persia, figlia di Gholam Ali Mirza Mojalal Dowleh Dowlatshahi (1878-1934), della dinastia Qajar, all'epoca regnante, e di sua moglie Mobtahedj-od-Dowleh. Aveva due fratelli e una sorella, Ashraf Saltaneh. 
Nel 1923, sposò Reza Pahlavi, allora ministro della guerra. Fu la sua quarta e ultima moglie in totale, ma la sua consorte secondaria: la prima moglie di Pahlavi era morta prima del suo secondo matrimonio, e aveva divorziato in quello stesso anno dalla terza, Turan Amirsoleimani, ma la seconda, Tadj ol-Molouk, era ancora viva: non approvò mai che il marito avesse deciso di contrarre matrimoni bigami e nutriva rancore e gelosia verso Esmat e, prima di lei, verso Turan. Ciononostante, Esmat fu la moglie favorita di Pahlavi, e gli diede cinque figli, quattro maschi e una femmina. 
Nel 1925, Pahlavi depose i Qajar e si proclamò Shah, fondando la sua dinastia e rinominando il paese Stato Imperiale dell'Iran. Anche se fu la sola Tadj, in qualità di moglie principale, a ottenere il titolo di Regina consorte, Esmat e tutti i suoi figli vissero nel Palazzo di Marmo insieme allo Shah, mentre Turan e suo figlio Gholam Pahlavi vissero in una villa separata. Nel 1941, Pahlavi fu deposto e sostituito con suo figlio maggiore, Mohammed Reza, nato da Tadj. Esmat accompagnò suo marito in esilio alle Mauritius, ma rientrò in Iran dopo pochi mesi. Rimase vedova nel 1944.

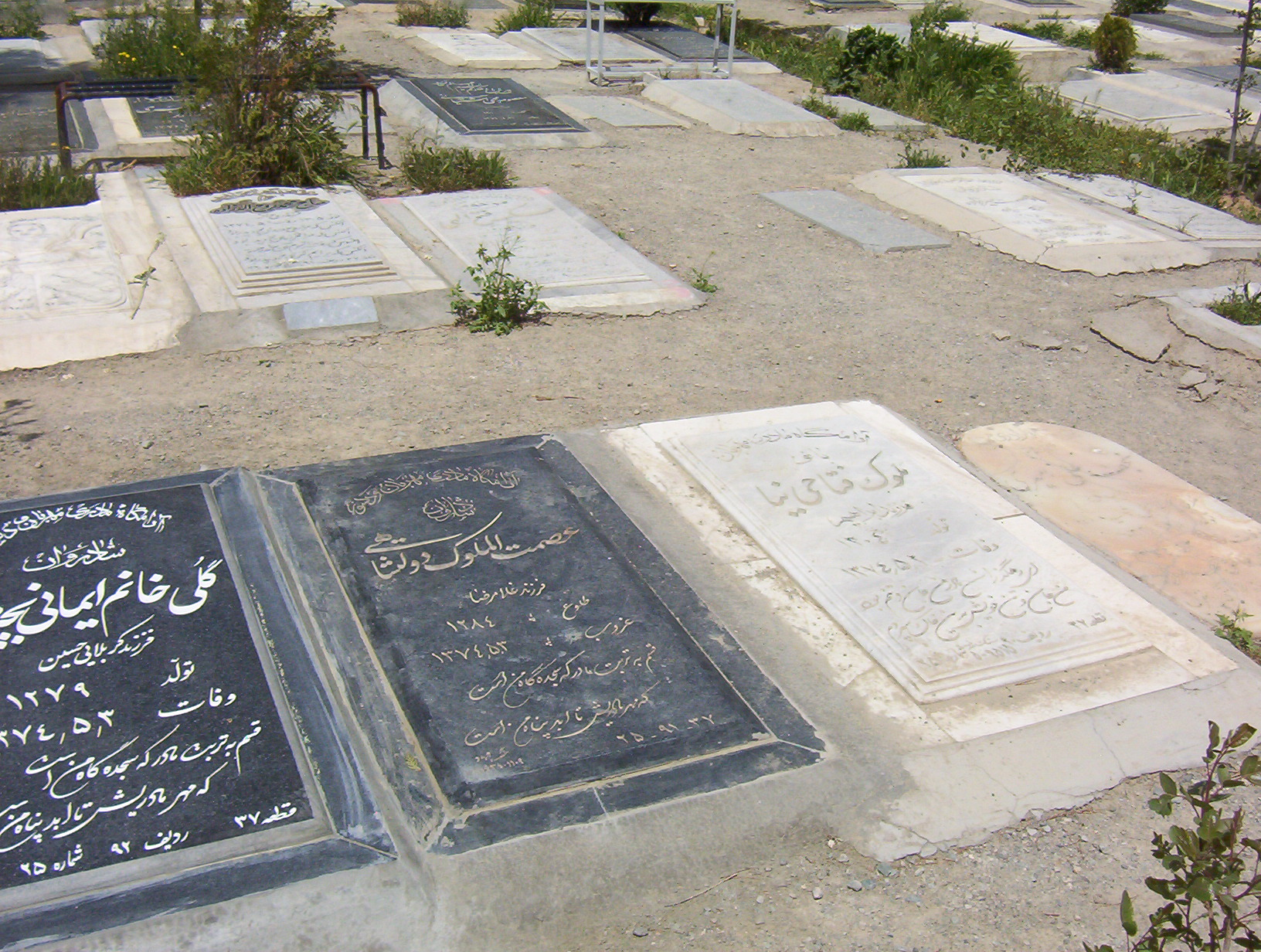
Lapide di Esmat Dowlatshahi, al centro

Dopo la rivoluzione islamica del 1979, che depose Mohammed e pose fine alla monarchia in Iran, Esmat fu fra i pochi membri della famiglia non costretti all'esilio e, a parte una visita a Johannesburg, in Sudafrica, nel 1980, dove visitò il museo Reza Shah Pahlavi, visse in Iran fino alla morte, il 25 luglio 1995. Venne sepolta nel cimitero di Behesht-e Zahra a Teheran.

## Discendenza
Da suo marito, ebbe quattro figli e una figlia:
- Principe Abdul Reza Pahlavi (19 agosto 1924 - 11 maggio 2004). Si sposò una volta, con discendenza.
- Principe Ahmad Reza Pahlavi (27 settembre 1925 – 1981). Si sposò due volte, con discendenza da entrambi i matrimoni.
- Principe Mahmoud Reza Pahlavi (5 ottobre 1926 - 15 marzo 2001). Si sposò due volte, senza discendenza.
- Principessa Fatemeh Pahlavi (30 ottobre 1928 – 27 maggio 1987). Si sposò due volte, con discendenza da entrambi i matrimoni.
- Principe Hamid Reza Pahlavi (4 luglio 1932 – 12 luglio 1992). Si sposò tre volte, con discendenza da tutti e tre i matrimoni.